# Alex van Hedel
A.J. (Alex) van Hedel (Voorst, 18 oktober 1960) is een Nederlandse VVD-politicus en bestuurder.

## Biografie
Van Hedel werkte aanvankelijk als politieman bij de Haagse en Valkenswaardse gemeentepolitie en als voorzitter bij de Zuid Nederlandse Aannemersvereniging. In 1990 werd hij gemeenteraadslid-fractievoorzitter in Valkenswaard. Van 1994 tot 1998 was hij de eerste VVD-wethouder in Valkenswaard.
In 2000 startte Van Hedel een adviesbureau op het gebied van ruimtelijke ordening, met name om gemeenten en telecombedrijven van advies te dienen bij een verantwoorde ruimtelijke inpassing van zendmasten in Nederland. Van 2002 tot 2008 was hij opnieuw wethouder in Valkenswaard. In dat laatste jaar moest hij samen met de twee andere wethouders opstappen vanwege een conflict betreffende de door de gemeenteraad voorgestelde verlaging van de onroerendezaakbelasting (ozb).
Vervolgens was hij zelfstandig mediator en organisatie- en beleidsadviseur. Met ingang van 15 juni 2011 werd Van Hedel benoemd tot burgemeester van Neerijnen. Hij was daar indirect de opvolger van zijn partijgenote Loes de Zeeuw-Lases die tijdens een vakantie in het buitenland onverwachts overleed. Op 29 november 2013 werd bekendgemaakt dat hij per 1 januari 2014 voortijdig opstapt.
Op 29 januari 2014 werd bekendgemaakt dat Van Hedel waarnemend burgemeester van Brummen was geworden. Bijna een jaar later werd hij voorgedragen om daar burgemeester te worden. Op 27 maart 2015 is hij door de commissaris van de Koning provincie Gelderland, de heer Cornielje, geïnstalleerd.
Op 17 december 2020 heeft de gemeenteraad van Brummen een unaniem advies uitgebracht om Van Hedel voor 6 jaar te herbenoemen. Op 18 februari 2021 heeft de Koning besloten Van Hedel met ingang van 27 maart 2021 opnieuw tot burgemeester van de gemeente Brummen te benoemen. Op dinsdag 9 januari 2024 kondigde hij zijn vertrek aan als burgemeester van Brummen per 29 februari van dat jaar.
Van Hedel groeide op in Boxmeer en Oisterwijk. Hij is gehuwd en vader van drie kinderen. In 2008 werd hij door de landelijke VVD onderscheiden met de mr. D.U. Stikker-plaquette. 